# ピウス・イケディア
ピウス・イケディア（Pius Nelson Ikedia、1980年7月11日 - ）は、ナイジェリアの元サッカー選手。元ナイジェリア代表。ポジションはミッドフィールダー。

## 来歴
1997年8月に17歳でナイジェリア代表デビュー。2002 FIFAワールドカップではグループステージ全3試合に出場した。アフリカネイションズカップ2004では全6試合に出場し、3位となった。ナイジェリア代表として通算18試合に出場した。

## 代表歴

### 出場大会
- ナイジェリア代表
  - 2002 FIFAワールドカップ

### 試合数
- 国際Aマッチ 18試合 0得点（1997年-2004年）[1]

| ナイジェリア代表 | 国際Aマッチ | 国際Aマッチ |
| 年               | 出場        | 得点        |
| ---------------- | ----------- | ----------- |
| 1997             | 2           | 0           |
| 1998             | 0           | 0           |
| 1999             | 0           | 0           |
| 2000             | 2           | 0           |
| 2001             | 1           | 0           |
| 2002             | 7           | 0           |
| 2003             | 0           | 0           |
| 2004             | 6           | 0           |
| 通算             | 18          | 0           |